# Глес
Глес (њем. Glees) општина је у њемачкој савезној држави Рајна-Палатинат. Једно је од 74 општинска средишта округа Арвајлер. Према процјени из 2010. у општини је живјело 596 становника. Посједује регионалну шифру (AGS) 7131205.

## Географски и демографски подаци
Глес се налази у савезној држави Рајна-Палатинат у округу Арвајлер. Општина се налази на надморској висини од 284 метра. Површина општине износи 11,4 km². У самом мјесту је, према процјени из 2010. године, живјело 596 становника. Просјечна густина становништва износи 52 становника/km².

## Међународна сарадња
| Мјесто | Држава    | Врста сарадње | Од    |
| ------ | --------- | ------------- | ----- |
|        | Француска | партнерство   | 1993. |
| Извор  |           |               |       |